# Дом-музей Т. Н. Хренникова
Дом-музей Т. Н. Хренникова — мемориальный музей советского и российского композитора Тихона Николаевича Хренникова, расположенный в Ельце, в доме, где он родился и провёл детство. Открыт в 2000 году, является филиалом Елецкого краеведческого музея. На территории музея находится могила Тихона Хренникова.

## История музея
Дом-музей был основан в 1997 году в доме Хренниковых, который под эти цели был выкуплен у последних хозяев. 20 марта 1998 года постановлением главы администрации Липецкой области дома Т. Н. Хренникова был включён в список памятников истории местного значения. Главным консультантом был сам композитор. Торжественное открытие дома-музея Т. Н. Хренникова состоялось 10 сентября 2000 года, На открытии присутствовал сам Хренников.
Хренников заявлял: «Это нонсенс, что при жизни мне открыли музей…».

## Музей

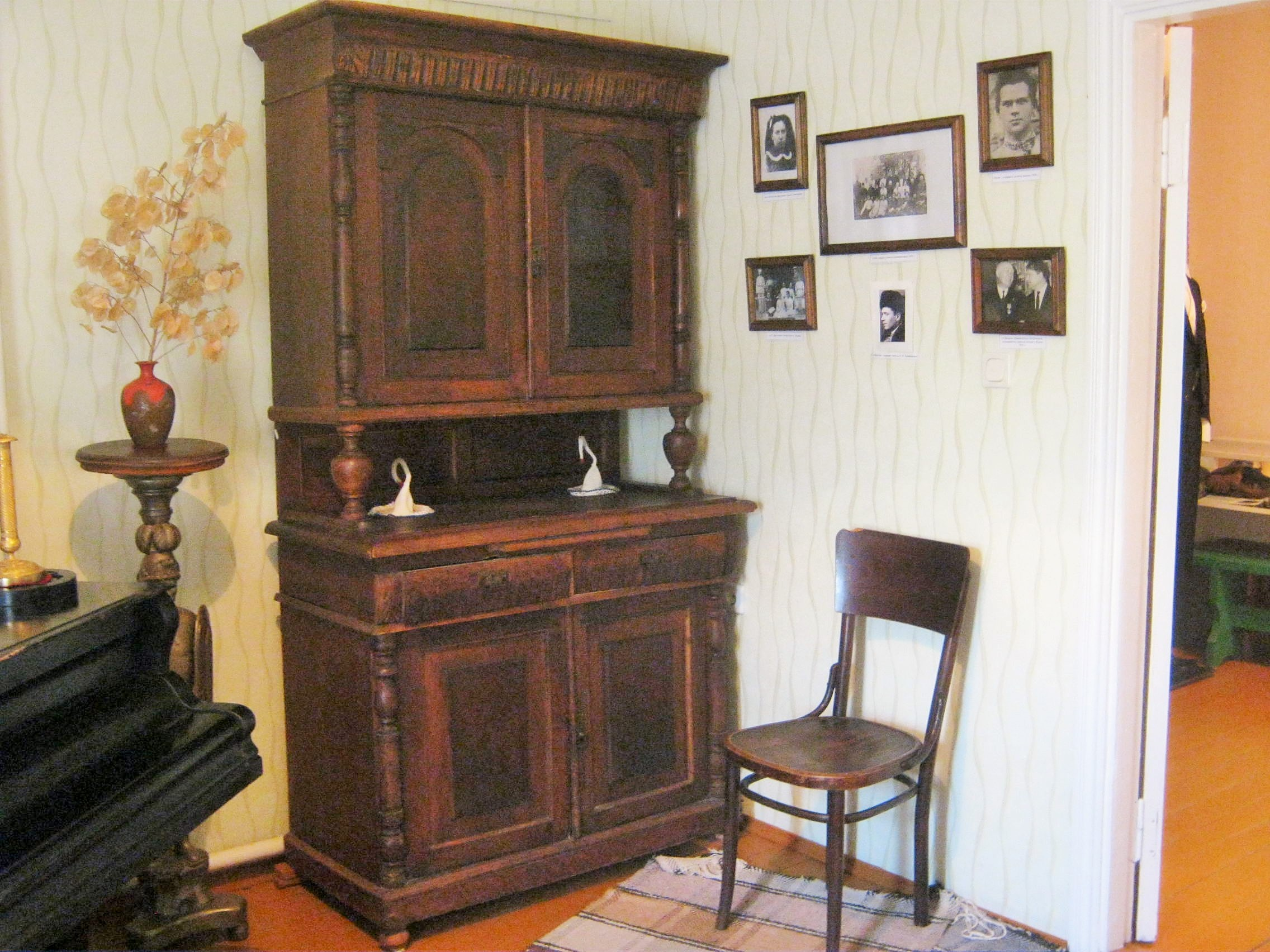
Фрагмент экспозиции дома-музея

В доме сохранена его историческая планировка, воссоздана типовая обстановка. В экспозиции музея размещены предметы, принадлежавшие Т. Н. Хренникову: Президентский штандарт, концертный костюм музыканта, рукописи, клавиры, партитуры, книги и фотографии с автографами композитора, живопись и графика (Портрет юного Моцарта, худ. Минаев В. Н., Т. Н. Хренников за роялем, худ. Зеленский Н., Церковь Покрова, худ. Бурдуков П. П. и др.), грамзаписи, мебель, предметы обихода, отражающие быт и нравы ельчан 1920—1930-х годов. Экспонаты передавал в музей сам композитор, а также его родственники и поклонники. В одном из залов стоит пианино, клавиш которого касались руки Т. Н. Хренникова, Л. А. Лядовой, А. Н. Пахмутовой, В. А. Гергиева.
Первый экспозиционный зал посвящён семье Хренниковых, здесь можно увидеть редкие фотографии родителей, братьев и сестёр Тихона. Второй зал рассказывает о детстве и юности, о первых творческих успехах юного музыканта. В третьем зале — материалы о годах учёбы в музыкальном техникуме, консерватории, военных и послевоенных годах и др. Четвёртый, завершающий зал, отражает весь творческий путь Т. Н. Хренникова, а также его педагогическую и общественную деятельность, прослеживает его непрерывную связь с родным городом. В этом зале проводятся временные выставки, музыкальные гостиные, встречи с интересными людьми.
В 2010 году дом-музей Т. Н. Хренникова был включён в Ассоциацию музыкальных музеев России.

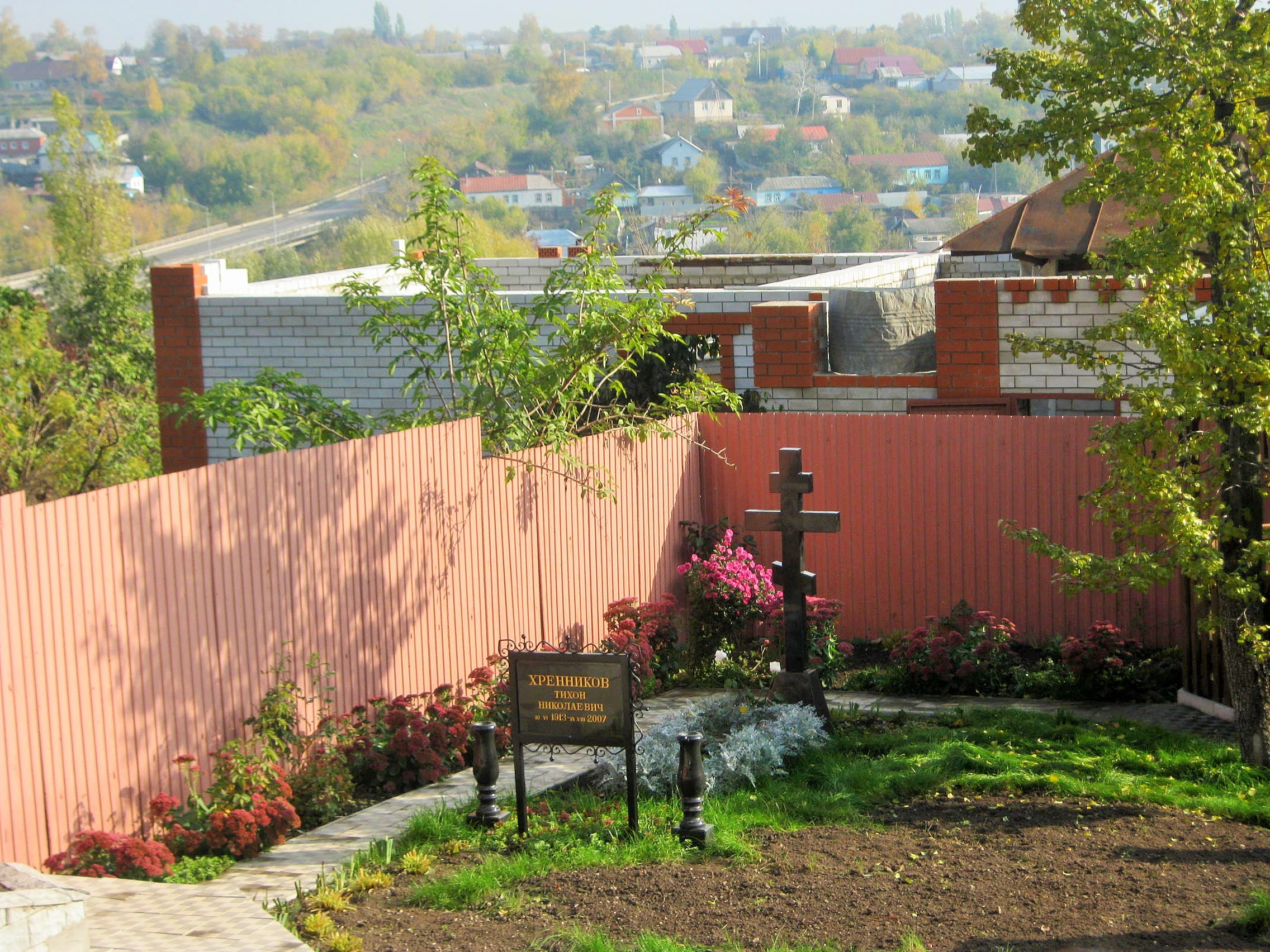
Могила Тихона Хренникова в саду дома-музея

## Могила композитора
На территории музея находится могила Тихона Хренникова. Ещё за несколько месяцев до своей кончины он говорил, что хотел бы быть похоронен в родном Ельце. 17 августа 2007 года администрация города, по согласованию с внуком и дочерью Тихона Хренникова, похоронила композитора в саду его собственного дома-музея, рядом с грушевым деревом, которое более 80 лет назад посадил его отец, Николай Хренников.
14 августа 2008 года во дворе дома-музея была установлена скульптурная композиция: выполненный в виде сердца рояль, на котором установлены ноты из «Колыбельной Светланы», и бюст Т. Н. Хренникова, работы академика Льва Кербеля.